# Christoph Gerke
Christoph Gerke (* 2. August 1628 in Braunschweig; † 11. April 1714 ebenda) war Bürgermeister und Chronist der Stadt Braunschweig.

## Familie
Sein Vater Henning Gerke wurde 1576 in Lehre an der Schunter im Fürstentum Lüneburg geboren und erhielt Schul- und kaufmännische Ausbildung in Braunschweig. Nach mehreren ausgedehnten Handelsreisen in den osteuropäischen Raum zog er 1610 nach Braunschweig und erwarb dort das Bürgerrecht. Er heiratete 1627 in zweiter Ehe die Quedlinburger Bürgermeisterstochter Elisabeth Nürnberger, die Mutter Christoph Gerkes. Henning Gerke hatte mehrere kommunalpolitische Ämter inne, bevor er 1659 im Alter von 83 Jahren zum Bürgermeister des Weichbildes Sack gewählt wurde. Er starb 1665.

## Leben
Christoph Gerke besuchte das Gymnasium in Quedlinburg und wechselte an das Martineum in Braunschweig. Ab Juni 1649 studierte er an der Universität Jena Philosophie und Rechtswissenschaft. Sein Jurastudium setzte er im Juli 1652 an der Königsberger Albertina fort. Im Jahre 1655 kehrte Gerke nach Braunschweig zurück, wo er nach kurzer Advokatentätigkeit in städtische Dienste wechselte. Er war von 1657 bis 1661 Sekretär des „Engen Rates“, anschließend Ratsherr des Weichbildes Hagen. Im Jahre 1662 wurde er zum Kleinen Bürgermeister und 1667 zum Großen Bürgermeister des Hagen gewählt, womit er Mitglied des politischen Führungsorganes der Stadt, des „Engen Rates“, wurde.
Nach der Unterwerfung der Stadt unter Herzog Rudolf August erhielt Gerke unter Protest vom Rat den Auftrag, am 12. Juni 1671 die symbolische Schlüsselübergabe an Generalmajor Johann Georg von Stauff zu vollziehen. Der neue Stadtherr Herzog Rudolf August bestätigte Gerke als Bürgermeister und ernannte ihn zum ersten Ratsdirektor. Die alte Ratsverfassung mit den fünf Weichbildräten wurde abgeschafft und stattdessen ein aus 16 Senatoren bestehender, vom Landesherrn abhängiger Rat eingesetzt.
Gerke war dreimal verheiratet und starb am 11. April 1714 im Alter von 85 Jahren. Er wurde in der Braunschweiger Katharinenkirche beigesetzt.

## Werke
Gerke verfasste eine handschriftliche Chronik auf nahezu 2.000 Seiten, die im Stadtarchiv Braunschweig in zwei Bänden erhalten ist. Die Stadtgeschichte von der Entstehung bis zum Jahre 1613 ist im ersten Band, die Zeit bis zur Unterwerfung der Stadt 1671 im zweiten Band beschrieben. Die Entstehungszeit der Chronik ist nicht genau bekannt; die „Vorrede an den Leser“ ist datiert auf den 17. Juni 1665. Während die Schilderung der mittelalterlichen Unruhen aus älteren Chroniken wie Hermann Botes Schichtbuch adaptiert wurde, stellt Gerkes Chronik vor allem für die zeitgenössischen Vorkommnisse, wie die Pest von 1657 und die Belagerung und Unterwerfung der Stadt 1671, eine wichtige Quelle dar. Erst seit kurzem ist seine Stadtgeschichte in Auszügen allgemein zugänglich durch Veröffentlichung in der Reihe „Quaestiones Brunsvicenses“, Bd. 11/12, Teiledition der Chronik des Braunschweiger Bürgermeisters Christoph Gerke (1628–1714), Hrsg. Manfred R. W. Garzmann, Hannover, 2000, ISBN 3-7752-5790-X.